# Gjerlev
Gjerlev er en by i Østjylland med 655 indbyggere  (2024), beliggende 3 km syd for Enslev, 4 km vest for Øster Tørslev, 16 km syd for Hadsund og 17 km nord for Randers. Byen hører til Randers Kommune og ligger i Region Midtjylland.
Gjerlev hører til Gjerlev Sogn. Gjerlev Kirke ligger i byen.

## Faciliteter
- Gjerlev-Enslev Skole havde 94 elever, fordelt på 0.-6. klassetrin, da den blev nedlagt i 2014.[2] En kreds af forældre ønskede at overtage den for at oprette friskole,[3] men planen blev ikke realiseret, fordi man ikke kunne blive enig med kommunen om prisen. Så nærmeste skole er nu Grønhøjskolen i Øster Tørslev.
- Skolen stod tom i nogle år, men i maj 2018 kunne Gjerlev Lokalråd genindvie den som kulturhus og samlingssted for byens ældre, der ikke længere har et lokalt plejecenter. Der er også blevet plads til lokalarkiv og andre foreninger, som ofte samler 70-80 mennesker til deres arrangementer.[4]
- Skolen husede også Børnehuset Grøftekanten, som var normeret til 47 børn i alderen 2-5 år. Det findes stadig.
- Gjerlev Forsamlingshus har en stor og en lille sal samt service, borde og stole til 125 personer.[5]

## Historie
Gjerlev var hovedby i Gjerlev Herred.

### Jernbanen
Gjerlev fik station på Randers-Hadsund Jernbane (1883-1969). Gjerlev lå omtrent midt på strækningen, og foruden omløbs-/læssespor havde stationen vandtårn, så damplokomotiverne kunne tanke op. Ved læssesporet lå en privat virksomhed, og et sidespor gik tværs over Hadsundvej til et privat pakhus.
Hvor læssesporet lå, ligger nu en af Randers Kommunes 3 materielgårde. Herfra mod sydøst er en høj banedæmning på 250 meter bevaret. Pakhuset vest for Hadsundvej bærer stadig inskriptionen "Gjerlev Lokal-Foderstofforening". Stationsbygningen er bevaret på Vestergade 31.

### Stationsbyen
I 1901 beskrives Gjerlev således: "Gjerlev, ved Landevejen, med Kirke, Præstegd., Skole, Missionshus og Forsamlingshus (opf. 1890 og 1896), Lægebolig, Sparekasse (opr. 1871...Antal af Konti 382), Kro, Andelsmejeri, Markedsplads (Marked i Apr. og Okt.), Jærnbane-, Telegraf- og Telefonst.;" Målebordsbladet fra 1800-tallet viser også et teglværk, kortet fra 1900-tallet viser et jordemoderhus.

### Kommunen
Enslev Sogn var anneks til Gjerlev Sogn og havde altså ikke egen præst. Gjerlev-Enslev pastorat blev grundlaget for Gjerlev-Enslev sognekommune, der fungerede frem til kommunalreformen i 1970. Her indgik den i Nørhald Kommune, som ved strukturreformen i 2007 blev indlemmet i Randers Kommune.

### Genforeningssten
På Akseltorv står en sten der blev rejst i 1931 til minde om Genforeningen i 1920.

### Puk Recording Studios
På en nedlagt landejendom 4 km vest for Gjerlev lå det internationale pladestudie Puk Recording Studios. Det brændte ned 28. december 2020 efter at have stået tomt et par år, hvor det var ramt af hærværk.